# Hipertrófia

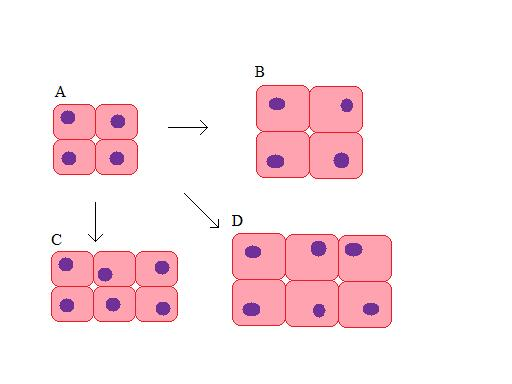
A: normál szövet, B: hipertrófia, C: hiperplázia, D: hipertrófia és hiperplázia

A szív jobb kamrájának kóros hipertrófiája

Hipertrófiának (lat. hypertrophia) vagy túltengésnek nevezzük azt a sejtnövekedési és –differenciálódási zavart, amikor egy szövetben a sejtek térfogata megnő, anélkül, hogy a sejtek száma lényegesen változna. Ennek eredményeképpen maga a szövet illetve szerv is megnagyobbodik.
Nem tévesztendő össze a hiperplázia fogalmával, amikor a szerv vagy szövet térfogatbeli növekedését a sejtek számbeli növekedése okozza.
A túltengés előfordulhat önmagában, ilyenkor tiszta hipertrófiáról beszélünk (a szív- és vázizmokban), illetve társulhat többé-kevésbé kifejezett hiperpláziával is (simaizmokban).
Élettani körülmények között hipertrófia történik a terhes méh falában, a szoptató anya emlőjében, valamint tartós fizikai munkát végzők (pl. sportolók) vázizmaiban és szívében.
Kóros hipertrófia történhet a szívben, ha a feladata ellátásához nagyobb erőkifejtés szükséges; valamint a húgyhólyagban, a húgycső szűkületekor.

## Elváltozások
A túltengett szervek nagyobbak, eredeti súlyuknak akár a többszörösét is elérhetik. A sejtek megduzzadnak, térfogatuk megnő, a sejtmagok is nagyobbak. Az izomrostokban megnő a miofibrillumok mérete és száma.
AZ RNS/DNS arány eltolódik az RNS javára. A DNS reduplikációja miatt a kromoszómagarnitúra elérheti a 4-8-szorosát, vagy néha többszörösét is. Másrészt a citoplazmában fokozódik az RNS- és fehérjeszintézis, és egyes sejtorganellumok megnagyobbodnak.

## Okai és formái
Hipertrófia általában egy szerv fokozott igénybevételének a következményeként alakul ki. Ebben az esetben munkahipertrófiáról (hypertrophia functionalis) beszélünk.
Ha páros szervek közül az egyiknek a működése valamilyen okból kiesik, akkor a visszamaradt szerv megnagyobbodik. Ezt pótló vagy kompenzáló hipertrófiának (hypertrophia vicarians) nevezzük.

### Munkahipertrófia
Lehet élettani, fiziológiás, és lehet kóros, patológiás.
Élettaninak tekinthető a vázizmok túltengése sportolókban és olyan személyekben, akik nehéz fizikai munkát végeznek; a méhizomzat túltengése terhesség alatt; illetve bizonyos határokon belül a szívizom túltengése is, ugyancsak nehéz testi munkát végzőknél és sportolóknál.
Kóros lehet a túltengés a szívben, amit valamelyik kamrára háruló fokozott munka, igénybevétel idéz elő. Ennek két oka lehet: a vér nyomásának a növekedése, vagy a vér térfogatának a növekedése (vagyis a kamra többletvérrel kénytelen dolgozni).
A szív súlya ilyenkor elérheti az 500-800 g-ot is. Leggyakoribb a bal kamra hipertrófiája.
Kóros túltengés előfordulhat a simaizmokban is, például a bélcsatornában, a húgyutakban vagy a húgyhólyagban, amikor az adott üreges szerv szerkezetében szűkület lép fel. Ilyenkor a szerv fala a szűkület felett hipertrófizál.

### Kompenzáló hipertrófia
Leggyakrabban a vesében fordul elő, amikor egyik vese funkciója csökken, vagy teljesen kiesik (a vese elpusztul vagy műtétileg eltávolítják).

## Jelentősége
A hipertrófiás szerv vagy szövet teljesítőképessége az elején fokozódik, de tartalékereje csökken, így hamarabb kimerül, mint az ép szerv. Bizonyos ideig alkalmazkodik a túlterheléshez és kielégítően működik, idővel azonban működésében zavarok, szerkezetében pedig degeneratív elváltozások jelentkeznek, és kialakul az elégtelenség (inszufuciencia, lat. isufficiencia). Ennek oka elsősorban a szerv vérellátásának a megváltozása, ugyanis túltengéskor az érrendszer, érhálózat nem nő arányosan a sejtek növekedésével, így a megnagyobbodott szervben ugyanannak az érhálózatnak nagyobb szövetrészletet kell ellátnia vérrel, táplálékkal, oxigénnel.
A hipertrófia lehet reverzibilis, ha a kiváltó ok megszűnik. Így például a terhes méh szülés után visszafejlődik.

## Lásd még
- Kamrai hipertrófia